# Skelleftehamn–Gamla Karleby (1967–1968)
Skelleftehamn–Gamla Karleby (1967–1968) var en färjelinje som drevs av Rauanheimo Oy från 1967 till 1968 då den ersattes av färjelinjen Skelleftehamn–Jakobstad.

## Historia
År 1960 blev tre affärsmän från Skellefteå delägare i Rederi AB Bottenviken. Åren 1960–1962 bedrev de färjelinjen Ursviken–Gamla Karleby, 1962–1965 Skelleftehamn–Gamla Karleby och 1965–1967 Kåge–Gamla Karleby.  
Från 1967 gick färjetrafiken återigen från Skelleftehamn nu med färjan Coccolita (byggd 1915). År 1968 användes färjan Oulutar. Från 1969 upphörde trafiken till Gamla Karleby och ersattes av färjelinjen Skelleftehamn–Jakobstad. I och med detta övertogs färjetrafiken av rederiet Rauanheimos.